# Dolný Kubín
Dolný Kubín (in ungherese Alsókubin, in tedesco Unterkubin) è una città della Slovacchia, capoluogo del distretto omonimo, nella regione di Žilina. La città ha dato i natali allo scrittore e critico letterario Ladislav Nádaši-Jégé (1866-1940).

## Amministrazione

### Gemellaggi
- Braunau am Inn
- Eger
- Kam"janec'-Podil's'kyj
- Limanowa
- Pelhřimov
- Svendborg
- Truskavec'
- Zawiercie
- Żywiec